# 三菱综合研究所
三菱综合研究所（東證1部：3636）是一个位于日本的私人智库，隶属于三菱集团。

## 历史
1970年三菱集团创业100周年之际由集团各社出资建立，2009年在东京证券交易所挂牌上市。2010年轉移至東京證券交易所一部。

## 办公地址
- 本社（東京都千代田区）
- 西日本营业本部（大阪府大阪市）
- 中部事务所（爱知县名古屋市中村区）

## 研究员
- 赤川彰彦
- 石川正道（东京工业大学教授）
- 山田治德（早稻田大学政治经济学术院教授）
- 泽田哲生（东京工业大学助教
- 藤本隆宏（东京大学教授）
- 牧野昇（原会长、工学博士）
- 高桥乘宣
- 武石彰（京都大学教授）
- 武藤泰明（早稻田大学教授）
- 新部裕（2000年退社 產業技術綜合研究所，Linux开发者）
- 桥本岳（众议院议员）
- 蜂谷丰彦（一桥大学教授）
- 中竹龙二（2006年退社、早稻田大学美式足球监督）
- 青山繁晴（2002年退社、参议院议员，前独立综合研究所所长）
- 松尾贵巳（1998年退社、神戸大学副校长）
- 三浦展（1999年退社、评论家）
- 浜矩子（同志社大学教授）